# Democratici Europei
Il Gruppo Democratico Europeo (DE) (in inglese: European Democratic Group, ED) è stato un gruppo parlamentare europeo d'ispirazione conservatrice dal 1979 al 1992; i suoi ex membri hanno fatto parte di un'associazione di partiti conservatori ed euroscettici esistita dal 1992 al 2009 denominata Democratici Europei.

## Storia del gruppo e poi associazione

### 1973-1979:Gruppo Conservatore Europeo
Il 16 gennaio del 1973, dopo l'adesione di Regno Unito e Danimarca il 1º gennaio 1973, i Conservatori Inglesi e quelli Danesi formano il Gruppo Conservatore Europeo (in inglese: European Conservative Group, C).

### 1979-1992:Gruppo Democratico Europeo
Fondato come erede del Gruppo Conservatore Europeo (1973-1979), il Gruppo Democratico Europeo è nato il 17 luglio 1979 per opera dei Conservatori Britannici e dai Conservatori Danesi dopo il successo alle elezioni europee del 1979. È stato per molti anni il terzo gruppo europeo. Ideologicamente di centro-destra, ma rivale del gruppo PPE. Animatori del gruppo erano soprattutto i Conservatori Inglesi, euroscettici e isolazionisti. Dopo le elezioni europee del 1987 in Spagna aderirà 
Con le elezioni europee del 1989 il numero dei membri diminuisce drasticamente, fino ad arrivare alla decisione di confluire nel gruppo PPE, ma nel sottogruppo detto Democratici Europei.

### 1992-1999:Democratici EuropeinelPPE
Il 1º maggio 1992 il gruppo si dissolve ed i suoi membri aderiscono al gruppo PPE: i danesi entrano nel PPE mentre gli inglesi come partito associato; i conservatori britannici infatti non erano d'accordo con l'integrazione europea proposta dai popolari ed erano contrari all'idea di una federazione europea.
Anche a seguito delle elezioni europee del 1994 i conservatori inglesi rimangono nel PPE.

### 1999-2009:PPE-DE
Nel 1999 il gruppo PPE viene ribattezzato Gruppo del Partito Popolare Europeo e dei Democratici Europei, così da dare importanza alla componente conservatrice. Il gruppo PPE-DE è il primo per numero di membri. Il 20 luglio 1999 aderisce al gruppo l'italiano Partito Pensionati.
Nel 2004 il gruppo PPE-DE si conferma primo gruppo, e il sottogruppo dei Democratici Europei è composto dai Conservatori Inglesi, dall'italiano Partito Pensionati, dal ceco Partito Democratico Civico e dal portoghese Centro Democratico Sociale - Partito Popolare, che però lascerà nel 2006 per entrare a pieno diritto nella componente PPE.
A seguito delle Elezioni europee del 2009 i Conservatori inglesi e quelli cechi hanno deciso di abbandonare il PPE-DE per dar vita ad un nuovo gruppo. Questo gruppo, di tipo antifederalista, è creato il 22 giugno 2009: il Gruppo dei Conservatori e dei Riformisti Europei. Invece il Partito Pensionati non ottiene più europarlamentari dal momento che L'Autonomia, la lista con la quale partecipa alle elezioni europee, non supera lo sbarramento del 4%.

## Composizione

### I Legislatura 1979-1984:Gruppo Democratico Europeo
| Partito                       | Nome locale                 | Abbr. | Stato       | MPE |
| ----------------------------- | --------------------------- | ----- | ----------- | --- |
| Partito Conservatore          | Conservative Party          | Con   | Regno Unito | 61  |
| Partito Popolare Conservatore | Det Konservative Folkeparti | KF    | Danimarca   | 3   |

### II Legislatura 1984-1989:Gruppo Democratico Europeo
| Partito                       | Nome locale                 | Abbr. | Stato       | MPE |                   |
| ----------------------------- | --------------------------- | ----- | ----------- | --- | ----------------- |
| Partito Conservatore          | Conservative Party          | Con   | Regno Unito | 46  |                   |
| Alleanza Popolare             | Alianza Popular             | AP    | Spagna      | 17  | aderisce nel 1987 |
| Partito Popolare Conservatore | Det Konservative Folkeparti | KF    | Danimarca   | 4   |                   |

### III Legislatura 1989-1994:Gruppo Democratico EuropeoeDemocratici EuropeinelPPE
| Partito                       | Nome locale                 | Abbr. | Stato       | MEP |                  |
| ----------------------------- | --------------------------- | ----- | ----------- | --- | ---------------- |
| Partito Conservatore          | Conservative Party          | Con   | Regno Unito | 32  | dal 1992 nel PPE |
| Partito Popolare Conservatore | Det Konservative Folkeparti | KF    | Danimarca   | 2   | dal 1992 nel PPE |

### V Legislatura 1999-2004:Democratici EuropeinelPPE-DE
| Partito                       | Nome locale           | Abbr. | Stato       | MPE |
| ----------------------------- | --------------------- | ----- | ----------- | --- |
| Partito Conservatore          | Conservative Party    | Con   | Regno Unito | 35  |
| Partito Unionista dell'Ulster | Ulster Unionist Party | UUP   | Regno Unito | 1   |
| Partito Pensionati            | Partito Pensionati    | Pens  | Italia      | 1   |

### VI Legislatura 2004-2009:Democratici EuropeinelPPE-DE
| Partito                       | Nome locale                  | Abbr. | Stato        | MPE |                  |
| ----------------------------- | ---------------------------- | ----- | ------------ | --- | ---------------- |
| Partito Conservatore          | Conservative Party           | Con   | Regno Unito  | 27  |                  |
| Partito Unionista dell'Ulster | Ulster Unionist Party        | UUP   | Nord Irlanda | 1   |                  |
| Partito Democratico Civico    | Občanská Demokratická Strana | ODS   | Rep. Ceca    | 9   |                  |
| CDS-Partito Popolare          | CDS-Partido Popular          | PP    | Portogallo   | 2   | dal 2006 nel PPE |
| Partito Pensionati            | Partito Pensionati           | Pens  | Italia       | 1   |                  |